# Вовковийський пивзавод
Вовковийський пивзавод — непрацююче підприємство харчової промисловості України, що займалося виробництвом та реалізацією пива і безалкогольних напоїв. Розташоване у селі Вовковиї на Рівненщині. 1999 року завод було закрито.

## Історія
1902 — завод був заснований (за іншими даними в 1908) чеським переселенцем.
1939 — перед Другою світовою війною завод називався «Browar J. Ludwina».
1944 — існує легенда — коли німці відступали, то вирішили підірвати завод, але власник виніс їм пива. Воно настільки сподобалося фашистам, що ті вирішили підірвати сусідній міст. Після другої світової війни завод відновив випуск пива.
1948—1982 — директором заводу була Ковалюк Катерина Денисівна, завдяки якій сільський завод не тільки не помер, але і постійно розвивався, забезпечуючи роботою близько 80 місцевих жителів.
1967 — побудували цех по розливу пива в пляшки пиво, до цього розливалося лише в дерев'яні бочки.
1972 — добудували нові приміщення — варницу, котельню, холодильник, склади, а потужність заводу збільшилася майже вдвічі — з 270 до 450 тис. Дал. Пиво реалізовувалося не тільки в район, а й в Сарни, Рокитне, Житомирську область, Львів. При заводі був і так званий місцевими «харчопром» — пекарня, млин, виноробний цех. Суперником в «соціалістичному змаганні» був Семидубський завод — село Семидуби (Дубенський район).
1983 — зварено 355 тис. дал пива. Завод давав в бюджет району 1 млн карбованців, що давало можливість забезпечувати бюджетну сферу всього, на той час, Млинівського району. Значну роль в діяльності заводу відігравали Чеховський, Трохименко, Кононов, Ковалюк, Аврамчук, Сова, Гамера.
В 1995 році 382906 Вовковийський пивзавод «Млиновський», с. Вовковиї внесений до державного переліку обов'язкового приватизування.
1999 року підприємство остаточно припинило діяльність.
У 2013 році від пивзаводу залишалася тільки кількадесятметрова труба-димар і деякі виробничі приміщення.

## Асортимент продукції

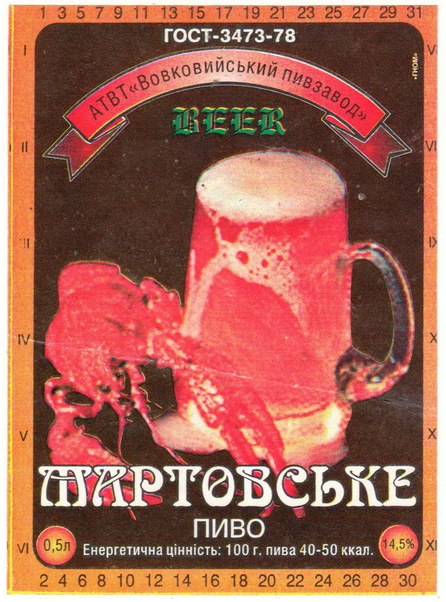
Етикетка пива «Мартовське»

У середині 1980-х років асортимент продукції Вовковийського пивзаводу включав 7 сортів пива та кілька видів безалкогольних напоїв. Згодом продукція підприємства випускалася невеликими партіями.
Світлі сорти пива — «Жигулівське», «Подільське», «Ризьке», «Слов'янське», «Ячмінний колос», темні — «Мартовське», «Українське».

Руїни пивзаводу. Фото 2014 р.

Продукцію возили і на північ області — в Сарни, Рокитне, також до Житомирської області, у Львів. Зі збільшенням виробництва збільшилася й кількість працюючих — в найкращі часи працювало на заводі до 180 людей.
В 1990-х роках при підприємстві виробляли й вино.